# Богданович, Сергей Ильич
Серге́й Ильи́ч Богдано́вич (16 (28) июля 1865 — не ранее 1930) — русский военачальник, Генерального штаба генерал-майор (1915), участник китайской кампании, русско-японской и Первой мировой войн и «белого» движения.

## Биография

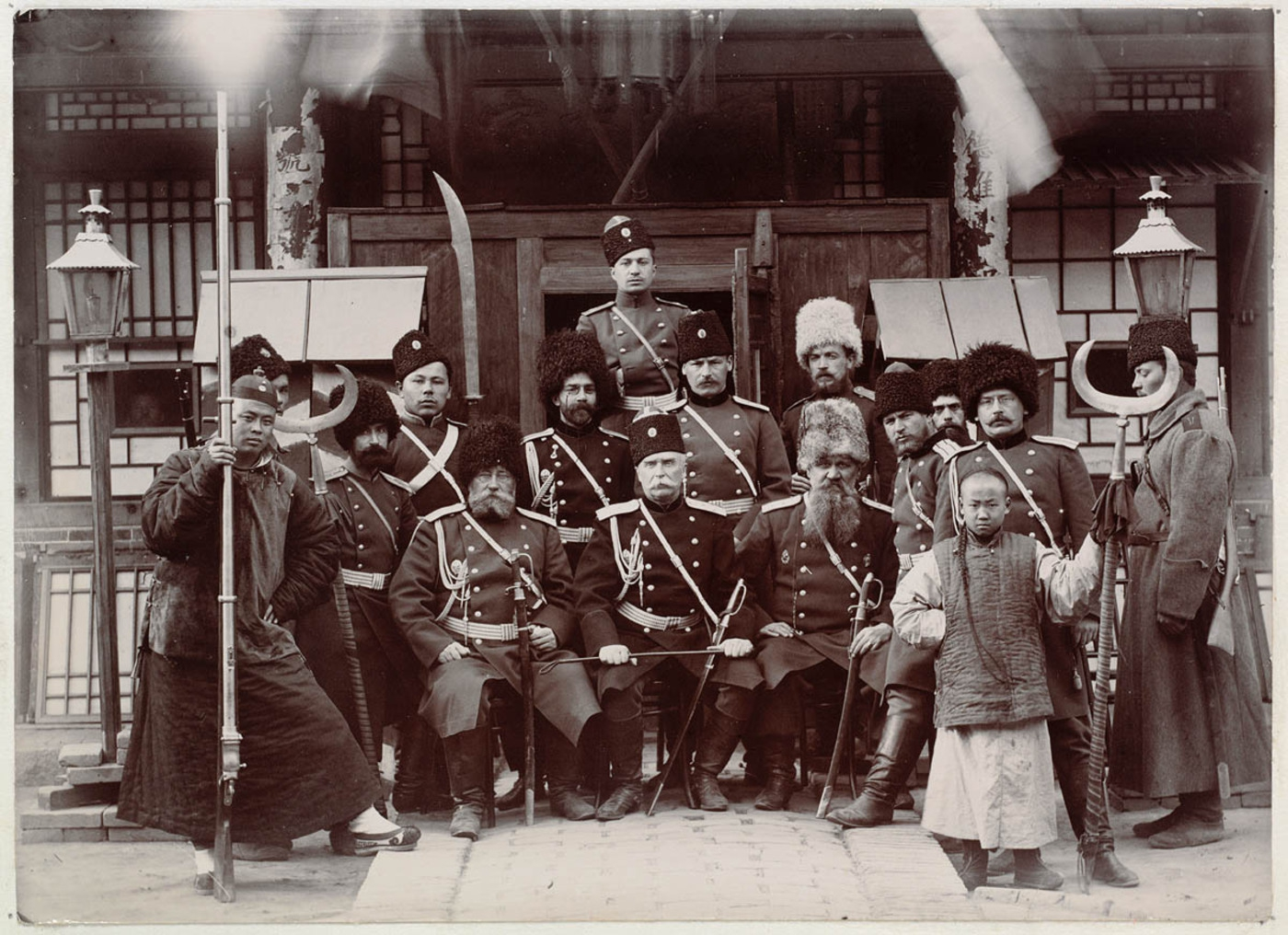
С. И. Богданович (стоит шестой слева)
с солдатами и офицерами в период подавления Ихэтуаньского восстания. Стоит пятый слева —
С. Н. Люпов, сидит второй слева — А. В. Каульбарс.

Из дворян Херсонской губернии, уроженец Елисаветградского уезда той же губернии. Православного вероисповедания.
Воспитывался и получил общее образование во Владимирском кадетском корпусе (в губернском городе Киеве).

### Служба в Русской императорской армии
28 мая 1884 года вступил в военную службу и 28.08.1884 был зачислен юнкером рядового звания в Первое военное Павловское училище (в Санкт-Петербурге). С января 1885 года — юнкер унтер-офицерского звания. По окончании двухлетнего учебного курса военного училища по 1-му разряду, в августе 1886 года был произведен в подпоручики, с назначением на службу в Брест-Литовскую крепостную артиллерию.
Служил субалтерн-офицером. В декабре 1889 года произведен в поручики. Переведен в 14-ю артиллерийскую бригаду, расквартированную в губернском городе Кишинёве.
В октябре 1892 года был переведен в отдельную 1-ю лёгкую артиллерийскую батарею, сформированную в составе 4-й стрелковой бригады (в Одессе). В ноябре 1895 года 1-я лёгкая батарея, в которой служил Богданович, вошла в состав созданного 4-го стрелкового артиллерийского дивизиона 4-й стрелковой бригады, в составе которого он числился до ноября 1898 года. В июле 1895 года был произведен в штабс-капитаны.
В октябре 1895 года, выдержав предварительный и вступительный экзамен, штабс-капитан Богданович был зачислен в Николаевскую академию Генерального штаба. В мае 1898 года, по окончании по 1-му разряду двух классов основного и затем успешно дополнительного курса Академии, был произведен в капитаны, причислен к Генеральному штабу и прикомандирован к штабу войск Варшавского военного округа для исполнения поручений.
В ноябре 1898 года капитан 4-го стрелкового артиллерийского дивизиона Богданович был переведен в Генеральный штаб, с назначением на должность старшего адъютанта штаба 17-й пехотной дивизии (в Холме, Царство Польское). С 25.10.1899 по 06.08.1900, в прикомандировании к 65-му Московскому пехотному полку той же дивизии, проходил цензовое командование ротой.
В дальнейшем назначался: 
с 13.01.1900 — старшим адъютантом штаба 14-го армейского корпуса; 
с 01.08.1900 — старшим адъютантом штаба 2-го Сибирского армейского корпуса; 
с 25.03.1901 — исправляющим должность старшего адъютанта штаба Приамурского военного округа; 
с 05.07.1901 — начальником штаба Заамурского округа ОКПС.
Был участником китайской кампании и затем русско-японской войны.
В апреле 1901 года был произведен в Генерального штаба подполковники.
В апреле 1905 года, за отличие по службе, произведен в Генерального штаба полковники. 
По окончании русско-японской войны в чине полковника назначался: 
с 27.10.1905 — исправляющим должность начальника штаба 7-й кавалерийской дивизии; 
с 17.01.1906 — исправляющим должность начальника штаба 55-й пехотной дивизии, вскоре свёрнутой, ввиду окончания войны, в 55-ю пехотную резервную бригаду; 
с 21.04.1906 — штаб-офицером при управлении 55-й пехотной резервной бригады (управление бригады находилось в губернском городе Тамбове).
С 08.05.1906 по 01.09.1906, в прикомандировании к 177-му пехотному Изборскому полку, проходил цензовое командование батальоном. Со 2 мая по 10 июля 1907 года был прикомандирован к строевой артиллерийской части; с 28 августа по 11 сентября 1909 года — к строевой кавалерийской части.
28 июня 1910 года полковник Богданович был назначен командиром 27-го пехотного Витебского полка, расквартированного в Тамбове.
На 1914—1915 годы — был женат на уроженке Амурской области православного вероисповедания, у супругов было два сына (1909 и 1911 годов рождения).

#### Первая мировая война
Участник Первой мировой войны. В войну вступил в июле 1914 года во главе своего полка; участник Галицийской битвы.
В январе 1915 года полковник Богданович был отчислен от должности командира полка, с назначением в резерв чинов при штабе Двинского военного округа, с зачислением по армейской пехоте. Вскоре, в марте того же года, был произведен за отличие по службе в генерал-майоры, с назначением генералом для поручений при командующем 10-й армией и с переводом в Генеральный штаб.
В мае 1915 года назначен начальником штаба 3-го Сибирского армейского корпуса.
В апреле 1917 года был назначен командующим 7-й Сибирской стрелковой дивизией 3-го Сибирского армейского корпуса (с зачислением по Генеральному штабу), а в июне того же года — командующим 8-й пехотной дивизией.

### Гражданская война и эмиграция
После Октябрьской революции 1917 года в Петрограде и прихода к власти большевиков-ленинцев, в начале 1918 года Богданович был уволен из упразднённой «старой» Русской армии и, лишённый чина, званий и наград, вернулся с фронта в Тамбов, к семье.
До мая 1918 года находился в Тамбове, готовил офицерское восстание. С апреля 1918 года числился в списках лиц Генштаба РККА как заявивший о своём желании получить назначение на должность в Красной армии, однако фактически большевикам не служил (на ноябрь 1918 года значился в списках как «безвестно отсутствующий»).
В июне 1918 года перебрался на Украину и вступил в армию Украинской державы, — был генеральным хорунжим, начальником 1-й Киевской пехотной военной школы имени Богдана Хмельницкого.
После антигетманского восстания и прихода к власти Директории УНР остался на службе в армии УНР. В начале 1919 года, в ходе наступления Украинской советской армии на Киев, эвакуировался на Волынь и там попал в плен к полякам.
Как изъявивший желание воевать с большевиками в составе армии генерала Деникина, был освобождён из плена и переправлен через Румынию в Одессу. С осени 1919 по март 1920 года числился в составе ВСЮР.
С 1920 года Богданович Сергей Ильич — в эмиграции в Югославии. На август 1922 и март 1924 года — находился в Сербии; в 1930 году жил в Белграде.

## Награды
- Орден Святого Станислава 3-й степени (ВП от 15.06.1893)
- Медаль «В память царствования императора Александра III» (1896)
- Медаль «За поход в Китай» (1901)
- Орден Святого Владимира 4-й степени с мечами и бантом (ВП от 03.05.1902), — …за отличия в делах против китайцев
- Орден Святого Станислава 2-й степени (ВП от 19.01.1904)
- Медаль «В память русско-японской войны» (1906)
- Орден Святой Анны 2-й степени (утв. ВП от 27.10.1906), — …за отлично-усердную службу и труды, понесенные во время военных действий
- Орден Святого Владимира 3-й степени (ВП от 06.12.1908)
- Медаль «В память 100-летия Отечественной войны 1812 года» (1912)
- Медаль «В память 300-летия царствования Дома Романовых» (1913)
  - мечи к имеющемуся ордену Святого Владимира 3-й степени (ВП от 12.02.1915)
- Георгиевское оружие (26.11.1914; утв. ВП от 09.03.1915), — …за то, что в бою 27 августа 1914 года, под городом Томашевым, командуя полком, входившим в состав левого участка дивизии, лично руководя боем, овладел важнейшим участком противника на Майданском массиве.[23]
- Орден Святого Станислава 1-й степени с мечами (ВП от 18.03.1916)
- Орден Святой Анны 1-й степени с мечами (ПАФ от 07.07.1917)